# Vitex eberhardtii
Vitex eberhardtii là một loài thực vật có hoa trong họ Hoa môi. Loài này được Dop miêu tả khoa học đầu tiên năm 1928.